# Harald Rosenthal
Harald Rosenthal (* 9. Juni 1937 in Berlin) ist ein deutscher Meeresbiologe und Fischereiwissenschaftler.

## Leben
Rosenthal wurde in Berlin geboren und wuchs dort auf. Er studierte von 1957 bis 1962 an der Freien Universität Berlin Zoologie, Botanik, Chemie, Geographie und Philosophie. 1963 bis 1968 studierte er in Hamburg Hydrobiologie und Fischereiwissenschaft.
Er  wurde 1969 mit einer Arbeit über die Massenhaltung von Heringslarven promoviert und habilitierte sich 1981 über geschlossene Kreislaufsysteme in Fischzucht und Forschung. Er lehrte 1989 bis 2002 am Institut für Meereskunde der Universität Kiel.
Rosenthals Forschungen hatten zwei Schwerpunkte:
1. Aquakultur: Hier forschte er einerseits anwendungsorientiert besonders auf dem Gebiet Kreislaufanlagen zur Fischzucht und andererseits ökologisch orientiert besonders im Hinblick auf Wasserreinhaltung und Nachhaltigkeit vor allem in Entwicklungsländern.
2. Ballastwasser: Rosenthal war einer der ersten, die die Gefahr der Einschleppung von Meereslebewesen aus anderen Ökosystemen im Ballastwasser von Schiffen erforschte. Er setzte sich für Vorschriften und andere Maßnahmen zur Verringerung dieses Problems ein.

Neben seiner eigenen Forschung ist Rosenthal in der internationalen Zusammenarbeit in der Hydrobiologie und Aquakultur aktiv, insbesondere zwischen Deutschland und Kanada sowie Deutschland und Israel.
Seit den 1960er Jahren engagiert er sich zudem für den Schutz der gefährdeten Störe und gegen die illegale Kaviargewinnung. Als Mitgründer und Präsident der World Sturgeon Conservation Society (WSCS) wurde er unter anderem von der Ernährungs- und Landwirtschaftsorganisation der Vereinten Nationen in offizielle Verhandlungen eingebunden.
Rosenthal ist Herausgeber des Journal of Applied Ichthyology. Er ist Ehrendoktor der Universitäten von Edinburgh (1985), Moncton (1996), Stettin (2003) und des Malaspina University College Vancouver Island (2008) sowie Mitglied der Königlich Schwedischen Akademie der Wissenschaften.

## Veröffentlichungen (Auswahl)
- mit Sven Klimpel, Annett Seehagen und Harry W. Palm: Deep-water metazoan fish parasites of the world. Logos-Verlag. Berlin 2001. ISBN 978-3-89722-681-4.
- mit Boyd Kynard und Paolo Bronzi: Life History and Behaviour of Connecticut River Shortnose and Other Sturgeons. Norderstedt 2008. ISBN 978-3-8448-2801-6
- Atlas of abnormalities in gametogenies and early life stages of sturgeons. Norderstedt 2015. ISBN 978-3-7392-5775-4.